# کارل برتلسمان
کارل برتلسمان (آلمانی: Carl Bertelsmann؛ ۱۱ اکتبر ۱۷۹۱ – ۱۷ دسامبر ۱۸۵۰) کارآفرین، بازرگان و مدیر ارشد اجرایی آلمانی بود، که در سال ۱۸۳۵ شرکت برتلسمان را تأسیس نمود.